# Большая Самая
Большая Самая — река в Тугуро-Чумиканском районе Хабаровского края России. Левый приток Уды.
Длина реки — 39 км. Берёт начало на южном склоне горы Южный Отрог в восточной части Майского хребта. Течёт на юг по покрытой лесом узкой долине между отрогами хребта. Впадает в левую Самаевскую протоку в 120 км от устья Уды и в 29 км к западу от села Удское.
По берегам находятся горы 1274 м и Човко (справа), Пологая, 1007 м и Самая (слева).

## Данные водного реестра
По данным государственного водного реестра России относится к Амурскому бассейновому округу, речной бассейн реки Уда, речной подбассейн реки — нет, водохозяйственный участок реки — Уда.
Код объекта в государственном водном реестре — 20020000112119000162680.